# رای فورین
رای فورین (به انگلیسی: Rye Foreign) یک روستا و محله مدنی در بریتانیا است که در Rother واقع شده‌است. رای فورین ۳٫۹ کیلومتر مربع مساحت و ۳۳۵ نفر جمعیت دارد.